# 普魯士的胡貝圖斯

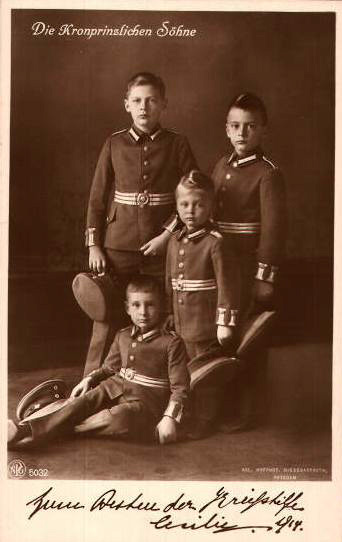
威廉皇儲的兒子們

普魯士的胡貝圖斯（德語：Hubertus von Preußen，1909年9月30日—1950年4月8日），德國威廉皇儲的第三子，皇帝威廉二世的孫子。

## 家庭
1943年，胡貝圖斯與羅伊斯-科斯特利茨的瑪格達列娜結婚，兩人共有兩個女兒：
1. 安娜斯塔西婭（Anastasia，1944年出生）
2. 瑪麗·克莉絲汀（Marie Christine，1947年—1966年），早逝